# Shenzhen Open 2019
Shenzhen Open 2019 byl tenisový turnaj pořádaný jako součást ženského okruhu WTA Tour, který se odehrával na dvorcích s tvrdým povrchem v areálu Shenzhen Longgang Tennis Centre. Konal se mezi 31. prosincem 2018 a 5. lednem 2019 v čínském městě Šen-čen jako sedmý ročník turnaje.
Turnaj řadící se do kategorie WTA International disponoval rozpočtem 750 000 dolarů a prize money 626 750 dolarů. Nejvýše nasazenou hráčkou ve dvouhře se stala běloruská světová třináctka Aryna Sabalenková. Jako poslední přímá účastnice do dvouhry nastoupila česká 97. hráčka žebříčku Kristýna Plíšková.
Třetí singlový titul na okruhu WTA Tour vybojovala Běloruska Aryna Sabalenková. Premiérovou společnou trofej ze čtyřhry WTA si odvezly Pcheng Šuaj s Jang Čao-süan, jež se staly první čínskou dvojicí, která turnaj vyhrála.

## Distribuce bodů a finančních odměn

### Distribuce bodů
| Soutěž  | vítězky | finalistky | semifinalistky | čtvrtfinalistky | 16 v kole | 32 v kole | Q  | Q2 | Q1 |   |
| ------- | ------- | ---------- | -------------- | --------------- | --------- | --------- | -- | -- | -- | - |
| dvouhra | 280     | 180        | 110            | 60              | 30        | 1         | 18 | 12 | 1  |   |
| čtyřhra | 280     | 180        | 110            | 60              | 1         | —         | —  | —  | —  | — |

### Finanční odměny
| Soutěž                                | vítězky  | finalistky | semifinalistky | čtvrtfinalistky | 16 v kole | 32 v kole | Q2     | Q1     |
| ------------------------------------- | -------- | ---------- | -------------- | --------------- | --------- | --------- | ------ | ------ |
| dvouhra                               | $163 260 | $81 251    | $43 663        | $13 121         | $7 238    | $4 698    | $2 720 | $1 588 |
| čtyřhra                               | $26 031  | $13 544    | $7 271         | $3 852          | $2 031    | —         | —      | —      |
| částky ve čtyřhře jsou uváděny na pár |          |            |                |                 |           |           |        |        |

## Ženská dvouhra

### Nasazení
| Stát                             | Hráčka                     | WTA | Nasazení |
| -------------------------------- | -------------------------- | --- | -------- |
| Bělorusko                        | Aryna Sabalenková          | 13. | 1.       |
| Francie                          | Caroline Garciaová         | 19. | 2.       |
| Čína                             | Wang Čchiang               | 20. | 3.       |
| Lotyšsko                         | Jeļena Ostapenková         | 22. | 4.       |
| Rusko                            | Maria Šarapovová           | 29. | 5.       |
| Čína                             | Čeng Saj-saj               | 39. | 6.       |
| Čína                             | Čang Šuaj                  | 40. | 7.       |
| Rusko                            | Anastasija Pavljučenkovová | 42. | 8.       |
| Žebříček WTA k 24. prosinci 2018 |                            |     |          |

### Jiné formy účasti
Následující hráčky obdržely divokou kartu do hlavní soutěže:
- Pcheng Šuaj
- Wang Sin-jü
- Věra Zvonarevová

Následující hráčka nastoupila do hlavní soutěže pod žebříčkovou ochranou:
- Timea Bacsinszká

Následující hráčky si zajistily postup do hlavní soutěže v kvalifikaci:
- Ivana Jorovićová
- Veronika Kuděrmetovová
- Monica Niculescuová
- Sün Fang-jing

### Skrečování
- Pcheng Šuaj
- Maria Šarapovová
- Wang Sin-jü
- Věra Zvonarevová

## Ženská čtyřhra

### Nasazení
| Stát                                                                         | Hráčka              | Stát      | Hráčka             | WTA  | Nasazení |
| ---------------------------------------------------------------------------- | ------------------- | --------- | ------------------ | ---- | -------- |
| Japonsko                                                                     | Šúko Aojamová       | Bělorusko | Lidzija Marozavová | 83.  | 1.       |
| Čína                                                                         | Pcheng Šuaj         | Čína      | Jang Čao-süan      | 88.  | 2.       |
| Slovinsko                                                                    | Dalila Jakupovićová | Rusko     | Irina Chromačovová | 100. | 3.       |
| Čína                                                                         | Wang Ja-fan         | Čína      | Čang Šuaj          | 125. | 4.       |
| Žebříček WTA k 24. prosinci 2018; číslo je součtem umístění obou členek páru |                     |           |                    |      |          |

### Jiné formy účasti
Následující páry obdržely divokou kartu do soutěže čtyřhry:
- Čchen Ťia-chuej /  Wang Tan-ni
- Wang Sin-jü /  Sün Fang-jing

Následující pár nastoupil z pozice náhradníka:
- Anastasija Pavljučenkovová /  Natalja Vichljancevová

### Odhlášení
před zahájením turnaje
- Čeng Saj-saj (viróza)
- Wang Ja-fan

v průběhu turnaje
- Natalja Vichljancevová

## Přehled finále

### Ženská dvouhra
- Aryna Sabalenková vs.  Alison Riskeová, 4–6, 7–6(7–2), 6–3

### Ženská čtyřhra
- Pcheng Šuaj /  Jang Čao-süan vs.  Tuan Jing-jing /  Renata Voráčová, 6–4, 6–3